# Caduta di Saigon
La caduta di Saigon o liberazione di Saigon fu la battaglia finale della guerra del Vietnam e della campagna di Ho Chi Minh, e diede il via alla riunificazione del Vietnam in un unico Stato socialista guidato dal Partito Comunista del Vietnam.
La caduta della capitale del Vietnam del Sud avvenne il 30 aprile 1975 quando le truppe dell'Esercito Popolare del Vietnam del Nord e dei Viet Cong superarono le ultime, deboli resistenze.
In seguito alla decisione del Congresso degli Stati Uniti di annullare, per l'anno 1975-1976, ogni forma di sovvenzione al Vietnam del Sud, il Vietnam del Nord iniziò da gennaio 1975 una campagna militare per la definitiva invasione del Sud. Le Forze nord vietnamite, sotto il comando del generale Văn Tiến Dũng, iniziarono il loro attacco finale su Saigon, la cui difesa era sotto il comando del generale Nguyen Van Toan, il 29 aprile, con un bombardamento di artiglieria pesante. Durante questo bombardamento, all'Aeroporto Internazionale Tan Son Nhat, furono uccisi Charles McMahon e Darwin Judge, le ultime vittime statunitensi della Guerra del Vietnam.
Nel pomeriggio del giorno successivo, truppe corazzate nord vietnamite avevano occupato i punti più importanti all'interno della città senza incontrare particolari resistenze ed innalzavano la loro bandiera sul palazzo presidenziale sud-vietnamita. Il governo del Vietnam del Sud si arrese poco dopo. La città fu subito ribattezzata Città di Ho Chi Minh, in onore del capo storico comunista Ho Chi Minh.
La caduta della città era stata preceduta dall'evacuazione di quasi tutto il personale civile e militare statunitense di stanza a Saigon, insieme a decine di migliaia di civili vietnamiti del Sud. L'evacuazione era culminata nell'operazione denominata Operation Frequent Wind, la più grande evacuazione della storia attuata per mezzo di elicotteri. Oltre alla fuga dei rifugiati, la fine della guerra e l'istituzione di nuove regole da parte del governo contribuirono poi ad un calo della popolazione della città. L'avvenimento diede inizio ad un periodo di transizione che portò alla riunificazione formale del Vietnam del Nord e del Vietnam del Sud nella Repubblica Socialista del Vietnam.

## Nomi storiografici internazionali
A questo evento sono stati applicati diversi nomi: il governo vietnamita solitamente si riferisce alla liberazione di Saigon con il termine "la liberazione del Sud" (Giải phóng miền Nam), ma l'evento è conosciuto in patria anche come "Incidente del 30 aprile" (Sự kiện 30 tháng 4). Mentre i dissidenti vietnamiti rifugiati d'oltremare si riferiscono a tale giorno come "il giorno che abbiamo perso il nostro paese/nazione", (Ngày mất nước), oppure "giorno del ricordo" (Ngày Quốc Hận) o "aprile nero" (Tháng Tư Đen), nella storiografia occidentale prevale quasi unicamente l'espressione "caduta di Saigon".

## L'avanzata Nord Vietnamita
La rapidità con la quale la posizione del Vietnam del Sud crollò nel 1975 fu una sorpresa per la maggior parte degli osservatori americani e sudvietnamiti e, probabilmente, anche per i Vietnamiti del Nord e loro alleati. Ad esempio, in una nota preparata dalla CIA e dallo spionaggio dell'esercito pubblicata il 5 marzo, si indicava come il Vietnam del Sud avrebbe potuto resistere per l'attuale stagione secca, cioè almeno fino al 1976. Queste previsioni si rivelarono un grave errore: il generale Dung stava preparando una grande offensiva nelle Montagne Centrali (Tay Nguyen) del Vietnam la quale, iniziata il 10 marzo, portò alla conquista di Buôn Ma Thuột. L'esercito della Repubblica del Vietnam del Sud iniziò una ritirata disordinata e costosa, sperando di ridistribuire le proprie forze e tenere la parte meridionale del Vietnam del Sud, forse in un'enclave a sud del 13º parallelo nord.
Alla fine di marzo del 1975 il Vietnam del Nord, supportato da artiglieria e carri armati, continuò a marciare verso Saigon catturando le principali città del Vietnam del Sud poste nei pressi dei confini settentrionali, Huế il 25 e Đà Nẵng il 28. Lungo la strada, si videro ritiri disordinati dei sudvietnamiti e la fuga dei profughi, con più di 300 000 profughi dalla sola Da Nang annullando le prospettive di una controffensiva dei sudvietnamiti. Dopo la perdita di Da Nang, le possibilità di una controffensiva erano già state dichiarate inesistenti dagli ufficiali della CIA presenti in Vietnam, i quali sostenevano che solo un bombardamento con i B-52 contro Hanoi avrebbe potuto fermare il Vietnam del Nord.
A partire dall'8 aprile 1975 il Politburo del Vietnam del Nord, che a marzo aveva raccomandato a Dung cautela, telegrafò allo stesso ordinandogli di continuare con "vigore un incessante attacco fino al cuore di Saigon". Il 14 aprile, l'ufficio politico ribattezzò la campagna verso sud come "campagna di Ho Chi Minh", in onore del leader rivoluzionario Ho Chi Minh, morto nel 1969, nella speranza di vincere prima dell'anniversario del suo compleanno, il 19 maggio. Nel frattempo, il Vietnam del Sud falliva il tentativo di ottenere un aumento degli aiuti militari da parte degli Stati Uniti, nonostante il Presidente Nguyễn Văn Thiệu sperasse in un rinnovato supporto americano.
Il 9 aprile le forze nordvietnamite raggiunsero Xuân Lộc, l'ultima linea difensiva prima di Saigon. Nella città la 18ª Divisione sudvietnamita portò avanti l'ultima resistenza e mantenne la città, attraverso duri combattimenti, per diversi giorni. Le forze nordvietnamite presero Xuân Lộc il 20 aprile dopo gravi perdite. La linea del fronte con il Vietnam del Nord era ora a 42 km (26 miglia) dal centro della capitale Saigon. La vittoria a Xuân Lộc aveva allontanato molte truppe sudvietnamite dal delta del Mekong, aprendo così alle forze nordvietnamite la via per circondare la città. Il 27 aprile 100 000 soldati furono posti intorno alla città e con le poche truppe del sud-vietnamite rimaste, la caduta della città venne sostanzialmente dichiarata.
Il generale Nguyễn Văn Toàn, comandante del III Corpo delle forze sudvietnamite, aveva predisposto cinque centri di resistenza per difendere Saigon, collegati in modo da avvolgere l'intera area est, nord e ovest della città: il fronte Cu Chi a nordovest era difeso dalla 25ª Divisione, il fronte Binh Duong a nord dalla 5ª Divisione, il fronte Bien Hoa a nordest dalla 18ª Divisione, i fronti Vung Tau e Linea 15 a sudest erano sotto la responsabilità della 1ª Brigata aerotrasportata e da un battaglione della 3ª Divisione. Il fronte Long An, sotto la responsabilità del Distretto militare della Capitale, era difeso da elementi della riorganizzata 22ª Divisione. Le truppe sudvietnamite intorno a Saigon erano circa 60 000. I profughi che si erano diretti a Saigon, all'interno dei quali c'erano molti soldati sudvietnamiti, avevano aumentato il numero delle truppe oltre le 250 000 unità, ma molte di queste unità erano malconce e senza leader e di conseguenza determinarono una maggiore anarchia nella città.

## L'evacuazione
La rapida avanzata delle forze nordvietnamite nel mese di marzo e all'inizio di aprile fece crescere la preoccupazione a Saigon: durante la guerra la città aveva vissuto una situazione abbastanza tranquilla e le sofferenze per la popolazione furono relativamente lievi, mentre ora si trovava sotto attacco diretto. Molti temevano che le forze comuniste, una volta conquistata la città, avrebbero portato avanti una sanguinosa rappresaglia. Nel 1968 le forze nordvietnamite e i Viet Cong avevano occupato Huế per quasi un mese, e successivamente alla riconquista da parte delle forze americane e dell'ARVN furono trovate delle fosse comuni.
Secondo uno studio preparato per la missione statunitense in Vietnam, le forze comuniste avevano indicato gli ufficiali dell'ARVN, i cattolici, intellettuali, uomini d'affari e altri come sospetti controrivoluzionari. Più di recente, otto cittadini americani erano scomparsi da Buôn Ma Thuột e resoconti di decapitazioni ed esecuzioni erano giunti da Huế e Đà Nẵng, per lo più generati dalla propaganda di governo. Molti americani e cittadini di paesi alleati degli Stati Uniti vollero lasciare la città prima della caduta e molti sudvietnamiti, soprattutto quelli collegati agli Stati Uniti ed al governo del sud, fecero lo stesso.
Già alla fine di marzo alcuni americani lasciarono la città, e dieci famiglie partirono il 31 marzo. I voli da Saigon, prenotati in circostanze relativamente normali, erano pieni. Durante il mese di aprile le evacuazioni aumentarono velocemente, così il Defense Attaché Office (DAO) cominciò a trasferire il personale non essenziale. Molti americani criticarono il DAO per il rifiuto di evacuare anche i loro amici vietnamiti o dipendenti dello stesso, tra cui figuravano mogli e bambini. Per il DAO era illegale spostare queste persone sul suolo americano e ciò, inizialmente, ridusse il tasso di partenza. Successivamente, però, il DAO incominciò a trasportare illegalmente vietnamiti senza documenti alla base statunitense Clark nelle Filippine.
Il 3 aprile, il Presidente americano Gerald Ford annunciò l'Operazione Babylift, la quale avrebbe evacuato 2 000 orfani dal paese. Uno dei degli aerei Lockheed C-5 Galaxy coinvolti nell'operazione ebbe un incidente e 155 persone, tra passeggeri ed equipaggio, morirono; il morale dello staff americano ne venne fortemente colpito. Oltre ai 2 000 orfani del Babylift, con l'Operazione New Life vennero trasferiti più di 110 000 rifugiati vietnamiti.

### I piani dell'amministrazione USA

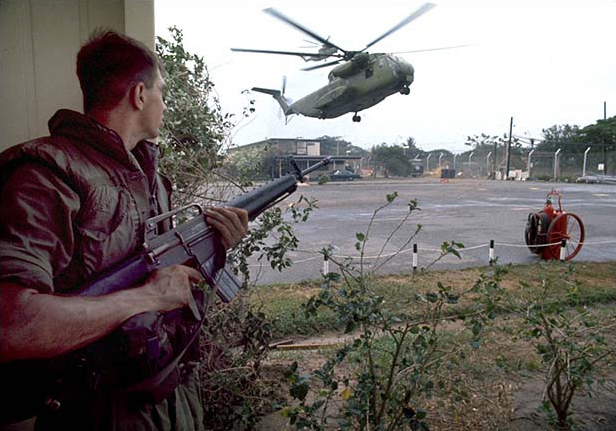
Un marine mentre controlla l'area di operazione di un elicottero.

A questo punto l'amministrazione Ford aveva iniziato a pianificare l'evacuazione completa della presenza statunitense dal Vietnam del Sud. La pianificazione fu complicata da preoccupazioni pratiche, legali e strategiche. L'amministrazione era divisa sul modo di evacuare: i responsabili del Pentagono volevano evacuare il più velocemente possibile, per evitare il rischio di perdite o altri incidenti.

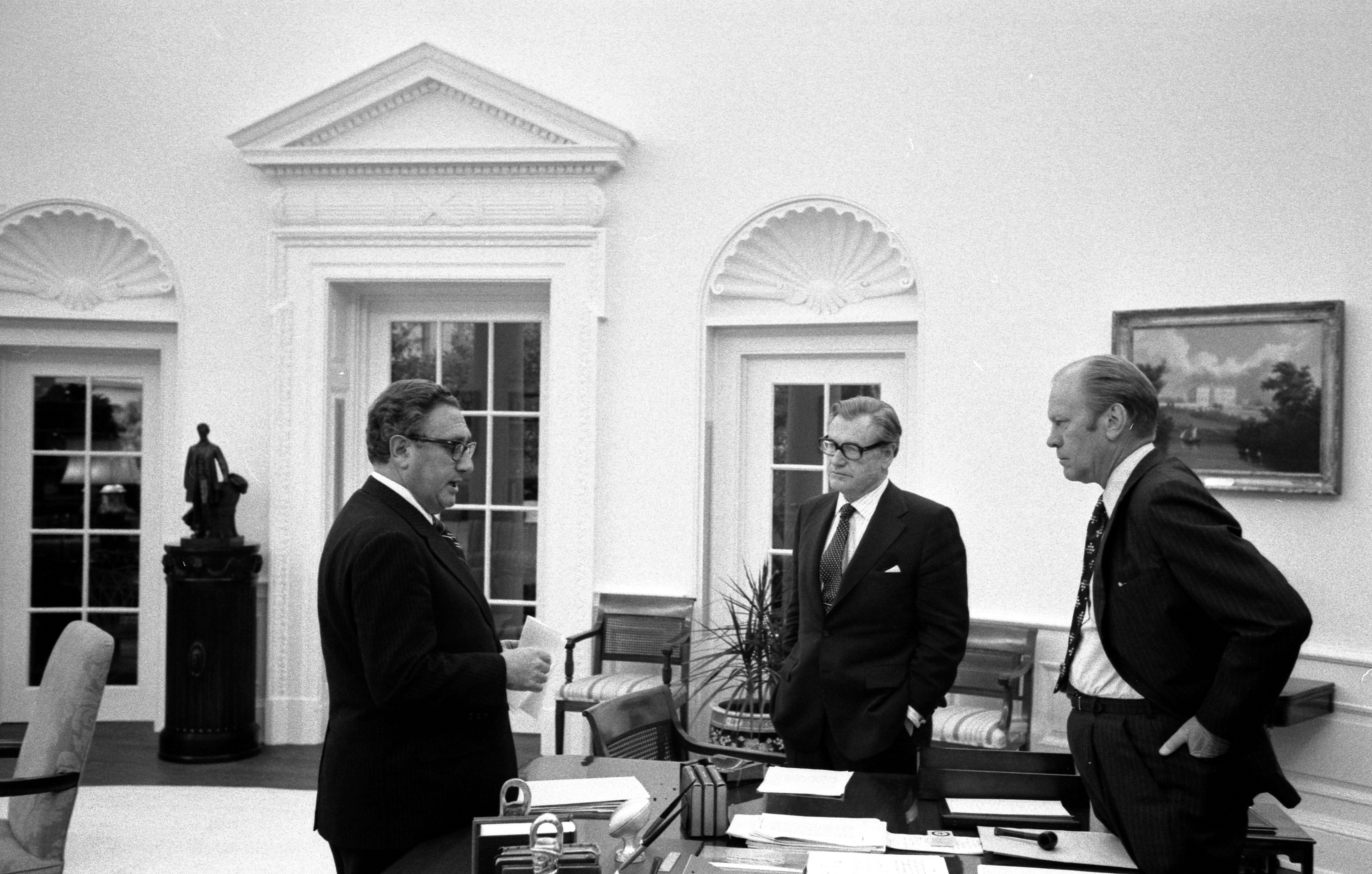
I dirigenti americani: da sinistra Henry Kissinger, Nelson Rockefeller, il presidente Gerald Ford.

L'ambasciatore degli Stati Uniti nel Vietnam del Sud, Graham Martin, era tecnicamente il comandante sul campo per ogni evacuazione, dal momento che le evacuazioni erano di competenza del Dipartimento di Stato; Martin attirò le ire di molti al Pentagono per voler mantenere l'evacuazione più tranquilla ed ordinata possibile: il suo desiderio era quello di evitare il caos totale e impedire la possibilità che i sudvietnamiti si rivoltassero contro gli statunitensi, al fine di non avere spargimenti di sangue durante l'evacuazione.
Ford approvò un piano, mediato tra le opposte visioni, secondo il quale tutti, tranne 1 250 statunitensi, sarebbero stati evacuati velocemente. I rimanenti 1 250 avrebbero lasciato il paese solo quando l'aeroporto sarebbe stato minacciato; tra questi, il maggior numero possibile di profughi vietnamiti sarebbe stato evacuato.
Il piano di evacuazione americano fu organizzato in contrasto con le politiche di altre amministrazioni. Ford continuava a sperare di poter fornire altri aiuti al Vietnam del Sud e durante il mese di aprile tentò di ottenere dal Congresso lo stanziamento di 722 milioni di dollari, mediante i quali ricostituire una parte delle forze armate sud vietnamite andate distrutte. Kissinger si oppose ad una evacuazione totale fino a quando l'opzione degli aiuti rimase sul tavolo, in quanto la rimozione delle forze americane avrebbe significato una perdita di fiducia in Thiệu ed un suo grave indebolimento.
Inoltre c'era preoccupazione nell'amministrazione per quanto riguardava l'utilizzo delle forze armate nelle azioni di evacuazione e di supporto alle stesse; ci si chiedeva se ciò fosse stato possibile in virtù della legge War Powers Resolution, all'epoca appena approvata. I legali della Casa Bianca affermarono che l'utilizzo delle forze americane per salvare i cittadini in pericolo era conforme alla legge, ma non si sapeva se un loro intervento per il ritiro dei rifugiati sarebbe stato legittimo o meno.

### Il problema dei profughi
Mentre i cittadini americani ebbero, a livello generale, la garanzia di lasciare il paese semplicemente presentandosi ad un centro di evacuazione, i sudvietnamiti che volevano lasciare Saigon prima che cadesse spesso fecero ricorso a soluzioni indipendenti. I pagamenti sottobanco necessari per ottenere un passaporto e un visto di uscita aumentarono di sei volte e il prezzo di un trasbordo marittimo triplicò. Quelli che avevano proprietà nella città furono spesso costretti a svenderla o abbandonarla del tutto: il prezzo di svendita di una casa fu particolarmente impressionante, tagliato al 75% in un periodo di due settimane. I visti americani erano di enorme valore e vietnamiti in cerca di patroni americani pubblicarono negli annunci sui giornali. In un annuncio si leggeva: "In cerca di genitori adottivi. Studenti diligenti poveri" seguito da nomi, date di nascita e numeri di carte d'identità.

## Decisioni politiche e tentativi di negoziazione
(Parole pronunciate dal presidente degli Stati Uniti Gerald Ford durante un discorso tenuto a New Orleans il 23 aprile 1975)
Man mano che il Vietnam del Nord conquistava il territorio del Vietnam del Sud, l'opposizione interna al presidente Thieu era in continuo aumento. Per esempio, all'inizio di aprile, il Senato votò all'unanimità a favore di una nuova amministrazione e alcuni alti comandanti militari premevano per un colpo di stato. In risposta a queste pressioni Thieu apportò alcune modifiche al suo gabinetto e il Primo Ministro Trần Thiện Khiêm si dimise. Questi decisioni tuttavia non ridussero affatto l'opposizione a Thieu. L'8 aprile il pilota sud-vietnamita e simpatizzante comunista Nguyen Thanh Trung bombardò il palazzo presidenziale e poi volò fino ad una pista di atterraggio controllata dalle forze nord-vietnamite; Thieu rimase illeso.
Molte persone della missione diplomatica americana, in particolare l'ambasciatore Martin, insieme ad alcuni importanti dirigenti a Washington ritenevano che negoziati con i comunisti fossero ancora possibili, specialmente se Saigon poteva stabilizzare la situazione militare. La speranza dell'ambasciatore Martin era che i comandanti del Nord Vietnam fossero disposti a consentire un "ritiro graduale", che avrebbe permesso una partenza ordinata e metodica e consentito di fornire completo aiuto alla popolazione sudvietnamita e la partenza di tutti gli americani (compreso l'ultimo personale militare) in un periodo di alcuni mesi.

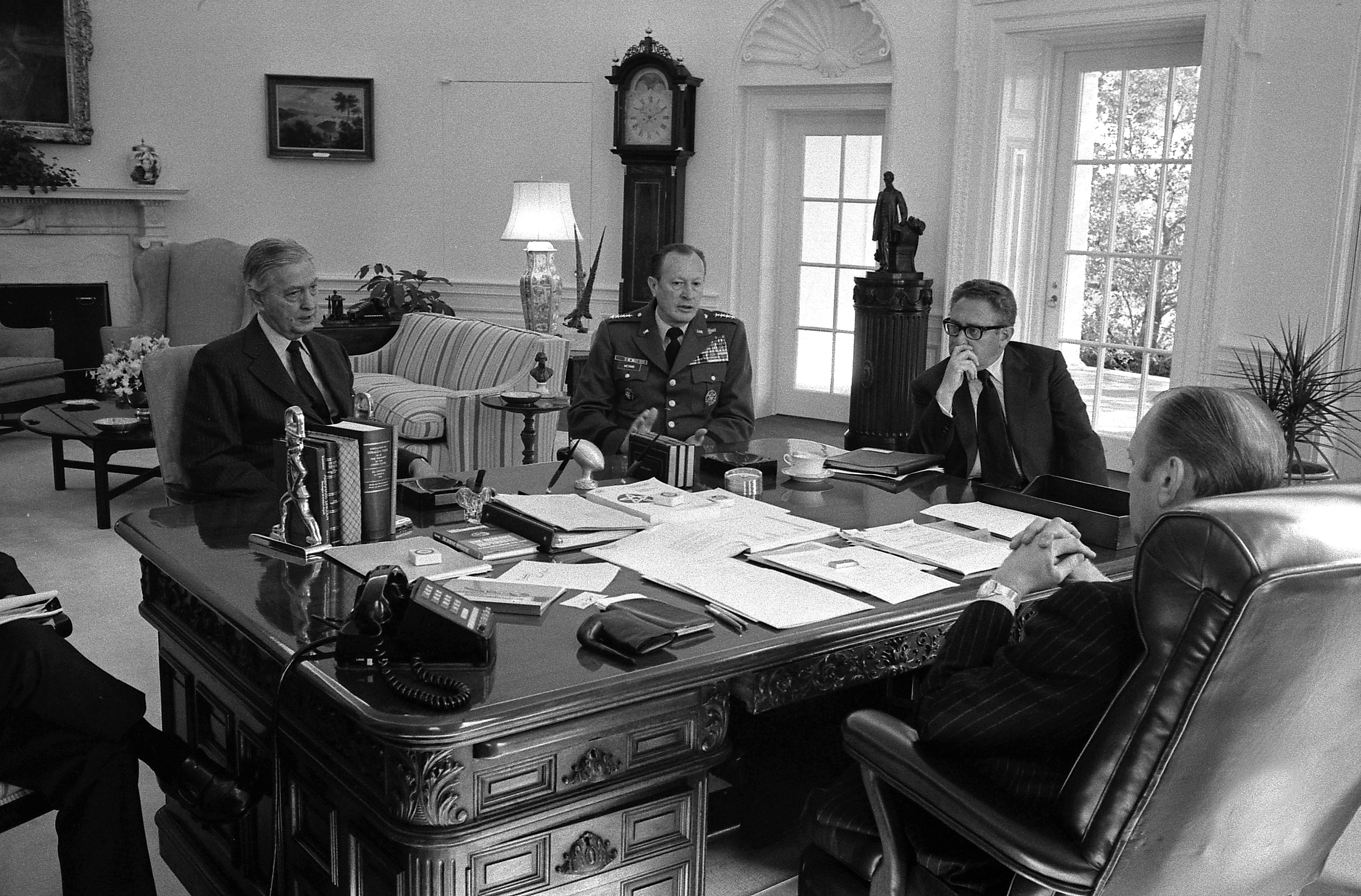
Riunione alla Casa Bianca il 25 marzo 1975: da sinistra l'ambasciatore Graham Martin, il generale Frederick Weyand, Henry Kissinger; di spalle il presidente Gerald Ford.

I pareri erano discordi sul fatto che un governo guidato ancora da Thieu fosse in grado di raggiungere una soluzione politica di compromesso. Il ministro degli Esteri del Governo Rivoluzionario Provvisorio del Fronte di Liberazione Nazionale, la signora Nguyễn Thị Bình, il 2 aprile 1975, affermò che sarebbe stato possibile negoziare con un governo di Saigon, purché non includesse Thieu. Così, anche tra i sostenitori del presidente Thieu crebbe la pressione per la sua destituzione.
Il presidente Thieu rassegnò le dimissioni il 21 aprile 1975 tra le lacrime con un annuncio televisivo, durante il quale denunziò gli Stati Uniti per il fallimento nel mancato sostegno al Vietnam del Sud. Le sue osservazioni finali furono particolarmente dure con gli americani, in primo luogo per aver forzato il Vietnam del Sud ad aderire agli Accordi di pace di Parigi, in secondo luogo per non aver sostenuto il Vietnam del Sud e infine per aver chiesto al Vietnam del Sud "di fare una cosa impossibile, come riempire gli oceani con le pietre"; Thieu inoltre definì l'abbandono da parte americana del Vietnam del Sud "un atto disumano da parte di un alleato disumano".
La presidenza fu affidata al vice presidente Tran Van Huong. L'intransigente reazione delle forze comuniste a questi avvenimenti venne espressa da Radio Hanoi che affermò in un suo comunicato che il nuovo regime non era altro che "un altro governo fantoccio".
La dirigenza americana era ormai rassegnata alla catastrofe; il 23 aprile 1975 il presidente Gerald Ford in persona in pratica pronunciò le parole definitive sul pluridecennale coinvolgimento degli Stati Uniti in Indocina in un discorso tenuto alla Tulasne University a New Orleans. Egli affermò che la guerra del Vietnam era ormai "finita" per l'America, ammise che gli Stati Uniti rinunciavano ad ogni intervento per modificare il corso degli eventi e cercò di minimizzare, nel contesto generale della storia americana, l'importanza globale della sconfitta in Vietnam.

## Gli ultimi giorni
Il 27 aprile Saigon fu colpita da tre razzi del NVA, era la prima volta in più di 40 mesi.

### OperazioneFrequent Wind
L'aeroporto Tan Son Nhat, il 29 aprile prima dell'alba, fu colpito da razzi e colpi di artiglieria pesante. Nel bombardamento iniziale, un aereo C-130E, 72-1297, c/n 4519, del 314° Tactical Airlift Wing, utilizzato per raccogliere sfollati e pilotato da un equipaggio del 374° Tactical Airlift Wing proveniente dalla base di Clark nelle Filippine, fu distrutto da un razzo durante il rullaggio. L'equipaggio, evacuato dall'aereo che bruciava sulla pista di rullaggio, lasciò il campo di volo su un altro C-130 che era precedentemente atterrato. L'incessante lancio di razzi e i detriti resero le piste inagibili agli aerei, di conseguenza il generale Homer D. Smith, addetto militare degli Stati Uniti a Saigon, consigliò all'ambasciatore Martin di effettuare l'evacuazione d'emergenza di Saigon in elicottero.
Inizialmente, l'ambasciatore Martin aveva pensato di effettuare l'evacuazione mediante aeromobili ad ala fissa in partenza dalla base, ma questo piano fu abbandonato quando un pilota sudvietnamita decise di disertare e si sbarazzò delle sue bombe lungo l'unica pista ancora in uso, in quanto non ancora distrutta dai bombardamenti.
Su pressione di Kissinger, Martin costrinse i marine di guardia all'ambasciata a portarlo alla base aerea nel mezzo di un bombardamento, perché potesse accertarsi personalmente della situazione. Dopo aver riscontrato che l'evacuazione mediante aeromobili ad ala fissa non poteva avere luogo (decisione importantissima che Martin non voleva prendere senza che ci fosse la sua diretta responsabilità) Martin diede il via affinché potesse incominciare l'evacuazione con gli elicotteri.
I rapporti provenienti dalle vicinanze della città testimoniavano che le forze nordvietnamite si stavano muovendo. Alle 10:48 Martin comunicò a Kissinger il suo desiderio di attivare il piano di evacuazione Frequent wind, e tre minuti dopo Kissinger diede l'ordine. La stazione radio americana cominciò a trasmettere il brano White Christmas di Irving Berlin, che era il segnale per il personale americano di spostarsi immediatamente ai punti di evacuazione.
In base al piano, elicotteri CH-53 e CH-46 sarebbero stati utilizzati per evacuare americani e vietnamiti alleati alle navi della United States Seventh Fleet nel Mar cinese meridionale. Il punto di evacuazione più importante era il Compound DAO a Tan Son Nhat; dei bus si spostavano attraverso la città, raccogliendo passeggeri e trasportandoli all'aeroporto, e il primo bus arrivò a Tan Son Nhat poco dopo mezzogiorno. Il primo CH-53 lasciò il Compound DAO nel pomeriggio e la sera 395 americani e più di 4 000 vietnamiti erano stati evacuati. Alle 23:00 i Marines americani che si occuparono della sicurezza si ritirano e organizzarono la smobilitazione degli uffici del DAO, degli equipaggiamenti americani, dei dati e delle risorse economiche. Durante l'evacuazione venne utilizzato anche il Bell UH-1 Iroquois.
I piani di evacuazione, in origine, non prevedevano un utilizzo su larga scala degli elicotteri per l'operazione all'Ambasciata statunitense a Saigon. Elicotteri e autobus dovevano fare la spola tra l'Ambasciata e il Compound DAO. Durante l'evacuazione si scoprì che alcune migliaia di persone erano rimaste nell'Ambasciata, inclusi molti vietnamiti; inoltre dei civili vietnamiti si raccolsero fuori dall'Ambasciata e scavalcarono i muri, nella speranza di chiedere lo status di rifugiati. Le tempeste meteorologiche aumentarono le difficoltà per le operazioni con gli elicotteri, ma nonostante tutto l'evacuazione dall'Ambasciata continuò per tutta la serata e la notte, quasi senza pause. In un caso, un fotoreporter giapponese che stava scattando foto delle operazioni fu raggiunto dalla folla, caricato su di un elicottero e, inavvertitamente, evacuato insieme a tutti gli altri. Successivamente rimase per diverse settimane al campo profughi di Guam, prima di avere il permesso per tornare in Giappone.

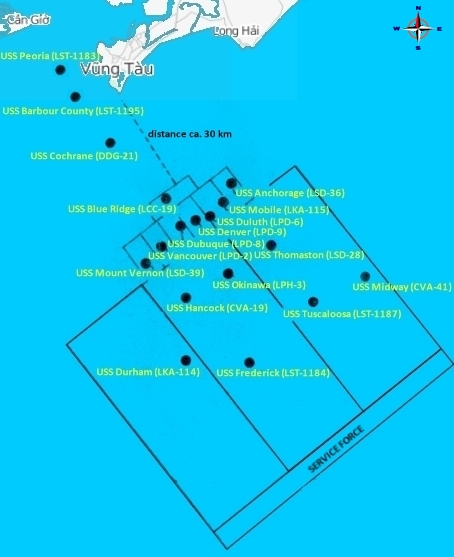
Disposizione delle navi americane durante l'Operazione Frequent Wind

Alle 3:35 del mattino del 30 aprile, l'evacuazione dei rifugiati venne fermata. L'ambasciatore Martin ordinò che da questo momento in poi i sudvietnamiti avrebbero lasciato il paese insieme agli americani. Kissinger e Ford ordinarono rapidamente a Martin di evacuare solo gli americani e Martin, con riluttanza, annunciò che i soli americani sarebbero stati trasportati. L'amministrazione Ford, preoccupata dal fatto che i nordvietnamiti avrebbero conquistato presto la città, desiderava annunciare di aver completato l'evacuazione degli americani. L'ambasciatore Martin ricevette l'ordine dal Presidente Ford di salire a bordo del primo elicottero disponibile. Il segnale di chiamata di questo elicottero era "Lady Ace 09", il cui pilota aveva ricevuto, direttamente dal Presidente Ford, l'ordine di trasportare l'Ambasciatore Martin. Il pilota, Gerry Berry, aveva gli ordini scritti in grease-pencil sulle proprie ginocchia. La moglie dell'Ambasciatore Martin, Dorothy, era già stata evacuata nei voli precedenti: la signora non prese con sé la sua valigia personale, e in questo modo una donna sudvietnamita poté salire a bordo con lei. Il segnale "Lady Ace 09" proveniente dal HMM-165 e pilotato da Gerry Berry venne trasmesso intorno alle 05:00; nel caso in cui l'Ambasciatore Martin avesse rifiutato di essere evacuato, i marines avevano l'ordine riservato di arrestarlo e di trasportarlo, in modo da garantire la sua sicurezza. L'evacuazione dell'Ambasciata coinvolse 978 americani e 1100 vietnamiti circa. I marines che avevano il compito di garantire la sicurezza dell'Ambasciata partirono all'alba con un ultimo volo alle 7:53. Poche centinaia di vietnamiti furono lasciati indietro nel compound, mentre un altro gruppo rimase fuori dai muri.
Agli americani e ai rifugiati, generalmente, fu permesso di lasciare il paese senza l'intervento del nord o sud Vietnam. I piloti degli elicotteri che si dirigevano verso l'aeroporto Tan Son Nhat erano consapevoli di essere seguiti dalla contraerea nordvietnamita, ma quest'ultima si astenne dal fuoco. La leadership di Hanoi ritenne che consentire la completa evacuazione avrebbe ridotto il rischio di un intervento americano, per cui ordinò al generale Dũng di non bersagliare gli aerei. Nel frattempo, membri della polizia di Saigon, ai quali era stata promessa l'evacuazione in cambio della protezione per le operazioni americane, controllavano gli autobus e le masse di persone.
Nonostante il termine delle operazioni militari americane, i vietnamiti continuarono a lasciare il paese attraverso navi e, se possibile, aerei. I piloti sudvietnamiti che avevano accesso agli elicotteri volarono verso la flotta americana, presso la quale erano in grado di atterrare; tra coloro che lasciarono il paese in questo modo figurava il generale Nguyễn Cao Kỳ. La maggior parte degli elicotteri sudvietnamiti furono scaricati nell'oceano così da fare spazio sulle navi ad altri mezzi in arrivo. Piloti e militari sudvietnamiti fecero successivamente carriera negli Stati Uniti.
L'Ambasciatore Martin venne trasportato sulla nave USS Blue Ridge, presso la quale implorò gli elicotteri di tornare al Compound dell'Ambasciata per raccogliere le poche centinaia di persone che speravano di essere evacuate. Nonostante le sue richieste fossero state respinte dal Presidente Ford, Martin fu in grado di convincere la United States Seventh Fleet a stazionare al largo del Vietnam per diversi altri giorni, in modo che chiunque fosse stato in grado di raggiungerla attraverso navi o aerei avrebbe potuto essere salvato. Molti dei vietnamiti evacuati poterono entrare negli Stati Uniti attraverso il Indochina Migration and Refugee Assistance Act.
Nei decenni successivi, quando Stati Uniti e Vietnam ristabilirono relazioni diplomatiche, il vecchio palazzo dell'Ambasciata tornò agli americani. La storica scala che portava verso il tetto, sul quale era collocata la piazzola di atterraggio per l'elicottero, venne salvata e si trova ora esposta al Gerald R. Ford Presidential Museum di Grand Rapids nel Michigan.

## La caduta della città
Dopo che le sue aperture verso il Nord furono respinte, Tran si dimise il 28 aprile, il suo successore fu il generale Dương Văn Minh. Questi si insediò in un regime prossimo al collasso, ma visti i suoi antichi legami con i comunisti sperava di poter negoziare un cessate il fuoco.
Il regime di Hanoi, però, non intendeva negoziare. Il 28 aprile le forze nordvietnamite combattevano nella periferia della città. All'aeroporto di Newport Bridge, distante circa cinque chilometri dal centro della città, i soldati sudvietnamiti combattevano contro le forze nordvietnamite, le quali tentavano di conquistare la zona che rappresentava l'ultima connessione della città con il sud, ottenendo in questo modo l'accesso immediato al centro della città. Nello stesso pomeriggio, non appena il neo Presidente Minh ebbe terminato il suo discorso di accettazione, una formazione di quattro A-37s, mezzi conquistati all'Aeronautica militare sudvietnamita, bombardò l'aeroporto di Tan Son Nhut. Alla capitolazione di Biên Hòa, il generale Toan lasciò Saigon, informando il governo che la maggior parte dei capi militari delle forze sudvietnamite si era rassegnata alla sconfitta.
Alle 6:00 del 29 aprile, il generale Dung ricevette l'ordine dal Politburo di "colpire con la più grande determinazione il nemico direttamente nel suo ultimo covo". Alla stessa ora, c'erano ancora molti aerei americani al Tan Son Nhat: poco dopo le 7:35 i diversi UH-1 Huey cominciarono a fare la spola dalle rampe di lancio posizionate sui tetti intorno alla città verso le navi americane. Ogni aeromobile aveva dei piloti assegnati ma, a causa della confusione, molti piloti non furono in grado di raggiungere l'aeroporto. Il capitano E.G. Adams aveva ricevuto il compito di pilotare un Beechcraft 18, ma quando rimase l'ultimo pilota sulla rampa dell'Aeronautica americana (tutto il personale era andato al Military Assistance Command, Vietnam) e c'era un C-46 pieno di rifugiati lì parcheggiato, Adams si imbarcò su quest'ultimo e partì con esso. Questo divenne l'ultimo aeromobile a lasciare Saigon durante l'evacuazione, schivando un aereo che bruciava sulla rampa principale e sulla pista 36.
Dopo un giorno di bombardamenti e di offensiva, i nordvietnamiti erano pronti a dare il colpo di grazia alla città. Nelle prime ore del 30 aprile, Dung ricevette l'ordine dal Politburo di attaccare, e ordinò quindi ai suoi comandanti di avanzare per conquistare le strutture e i punti strategici della città. La prima unità nordvietnamita ad entrare in città fu la 324ª Divisione. A partire dall'alba apparve ovvio che le posizioni delle forze sudvietnamite non erano sostenibili, e alle 10:24 Minh annunciò la resa incondizionata; il generale comandò alle sue truppe di "cessare con calma le ostilità e di rimanere dove si trovano", mentre invitava il Governo Rivoluzionario Provvisorio a organizzare una "cerimonia per un ordinato trasferimento dei poteri, così da evitare un inutile spargimento di sangue tra la popolazione".
In ogni caso il Vietnam del Nord non era interessato ad un pacifico trasferimento dei poteri. I carri T-54/55 nordvietnamiti, sotto il comando del colonnello Bùi Tín, intorno a mezzogiorno ruppero i cancelli del Palazzo dell'indipendenza, dove trovarono Minh e trenta suoi consiglieri che li aspettavano all'interno di una delle stanze del palazzo. Minh si rivolse a Tin informandolo che lo stava aspettando fin dalla mattina per trasferirgli i poteri. Tin rispose: "Non ci sono dubbi sul trasferimento del potere. Il vostro potere non esiste più. Non potete lasciare quello che non avete". Più tardi, nello stesso pomeriggio, Minh con il suo ultimo comunicato dichiarava che il governo sudvietnamita era "completamente dissolto a tutti i livelli". La guerra del Vietnam era finita.

## Conseguenze

### Cambiamento della città
Il nome della città venne mutato in Ho Chi Minh, il vecchio Presidente del Nord Vietnam, nonostante tale nome non fosse usato frequentemente al di fuori dei contesti ufficiali. L'ordine venne lentamente restaurato ma questo non impedì che l'ambasciata statunitense ormai vuota fosse saccheggiata, così come molte aziende. Le comunicazioni tra Saigon ed il resto del mondo furono bloccate. L'apparato del partito comunista in Sud Vietnam era debole, in parte grazie alle azioni del Phoenix Program, così l'esercito nordvietnamita venne incaricato di mantenere l'ordine e il generale Trần Văn Trà, vice di Dung, fu nominato alla guida della città. Le nuove autorità tennero una celebrazione della vittoria il 7 maggio.
Uno degli obiettivi del nuovo governo era ridurre la popolazione di Saigon. La città, durante la guerra, aveva visto aumentare molto i suoi abitanti divenendo sovrappopolata e con alti tassi di disoccupazione. "Classi di rieducazione" per ex-soldati delle forze sudvietnamite indicarono che costoro per rientrare pienamente nella società avrebbero dovuto lasciare la città e diventare agricoltori. Elemosine di riso per i poveri erano legate all'impegno di lasciare Saigon per le campagne. Secondo il governo vietnamita, a due anni dalla conquista della città un milione di persone aveva lasciato la città e lo Stato aveva in programma altri 500 000 trasferimenti.
Il 30 aprile in Vietnam è un giorno di festa conosciuto come il "giorno della Riunificazione" (sebbene ufficialmente la riunificazione nazionale sia avvenuta il 2 luglio 1976) o "giorno della Liberazione" (Ngày Giải Phóng).

### L'evacuazione
Se l'evacuazione si risolse in un successo o meno, fu una questione della quale si discusse dopo la fine della guerra. L'Operazione Frequent Wind venne valutata, in generale, come un risultato impressionante. Văn Tiến Dũng la definì così nelle sue memorie e il New York Times la descrisse come condotta con "efficienza e coraggio". D'altra parte il ponte aereo, criticato per essere stato troppo lento e incerto, fu considerato inadeguato per spostare civili e soldati vietnamiti collegati alla presenza americana.
L'Ambasciatore Martin ignorò la maggior parte delle censure e lo fece senza sentire il bisogno di esprimere le sue motivazioni ai media. Le azioni di Martin permisero a migliaia di vietnamiti, che altrimenti sarebbero rimasti intrappolati, di scappare e condannò altre migliaia che non furono in grado di fuggire. Le evacuazioni avrebbero potuto causare il panico, determinando la perdita di vite americane. A partire dall'inizio dell'evacuazione, il Presidente Ford e Henry Kissinger erano interessati solo al trasporto del personale americano, considerato di cruciale importanza.
Il Dipartimento di Stato USA stimò che i vietnamiti impiegati all'Ambasciata americana in Vietnam e loro famigliari fossero in tutto 90 000 Nella sua testimonianza al Congresso, Martin affermò che, di queste persone, 22 294 furono evacuate per la fine di aprile. Delle decine di migliaia di sud vietnamiti, a rischio di rappresaglia, che collaborarono con il Dipartimento di Stato americano, la CIA, forze armate americane, nonché degli innumerevoli ex ufficiali delle forze armate non si seppe nulla. Nel 1977, sul National Review venne riportata la notizia secondo la quale circa 30 000 sud vietnamiti furono uccisi attraverso una lista di informatori della CIA rimasta nell'ambasciata americana.

## Commemorazione
In Vietnam il 30 aprile è festa nazionale, celebrato come il Giorno della Liberazione o Giorno della Riunificazione; la popolazione si astiene dal lavoro e si tengono celebrazioni pubbliche.
Tra i sudvietnamiti rifugiatisi negli Stati Uniti e in altri paesi, la settimana del 30 aprile è indicata come "aprile nero" (Black April) e viene utilizzata per ricordare la caduta di Saigon. L'evento è affrontato in diversi modi, la data è utilizzata per indicare l'abbandono da parte degli americani o per ricordare la guerra e l'esodo di massa nel suo complesso.